# 안도 시게노부
안도 시게노부(일본어: 安藤重信, 1557년 ~ 1621년 8월 16일)는 센고쿠 시대부터 에도 시대 전기까지의 무장, 다이묘이다. 시모사 오미가와 번주, 고즈케 다카사키번 초대 번주를 지냈다. 쇼군 히데타다 시대에는 노중을 맡았다.

## 같이 보기
- 안도 나오쓰구 - 시게노부의 형

| 전임 도이 도시카쓰 | 오미가와 번 번주 (미카와 안도가) 1612년 ~ 1619년 | 후임 사쿠라번령으로 편입 (우치다 마사노부) |

| 전임 마쓰다이라 노부요시 | 제1대 다카사키번 번주 (미카와 안도가) 1619년 ~ 1621년 | 후임 안도 시게나가 |